# مسجد البدية
 مسجد البديَّة مسجد أثري يقع في قرية البديّة في إمارة الفجيرة بدولة الإمارات العربية المتحدة ، أقدم مسجد ماثل بدولة الإمارات العربية المتحدة ومازالت تقام فيه الصلاة حتى الآن. تم بناؤه بحدود العام 1446 للميلاد تقريبا. بُني المسجد من مواد محلية صرفة، فقد بني من الحجارة الكبيرة والصغيرة المسماة (بازلت)، واستخدم الطين المحروق كمادة رابطة للبناء، وقد سُقِّف بأربع قباب تستند على عمود وسطي واحد. تحتوي قاعة الصلاة على محراب ومنبر صغيرين.

## تاريخ بناء المسجد
استناداً إلى نتائج دراسة حديثة أجرتها إدارة التراث والآثار بالفجيرة و بالتعاون مع جامعة سيدني بأستراليا، خلال موسم التنقيب الأثري بين عامي 97 /1998 للميلاد، حيث أخذت عينات من مواد عضوية من تحت أسس جدران المسجد و أجريت عليها تحاليل كيماوية بواسطة كربون 14 للتاريخ الزمني ، فكانت نتائج التحاليل أن مسجد البدية قد تم بناؤه بحدود العام 1446 للميلاد تقريبا.

### موقع المسجد
يقع موقع المسجد في الساحل الشرقي من دولة الإمارات العربية المتحدة على الطريق من مدينة خورفكان إلى مدينة دبا الفجيرة وعلى بعد 35 كم تقريبا إلى الشمال من مدينة الفجيرة.

### عمارة المسجد
يمتاز مسجد البديّة بحجم مساحته الصغيرة وطريقة بنائه وعنصره المعماري والإنشائي في التسقيف حيث لم تستخدم الأخشاب في رفع سقفه بل يعتمد على عمود في وسطه ويحمل هذا العمود قباب المسجد الأربعة في نظام هندسي بديع وكل قبة مكونة من ثلاث قباب مركبة الواحدة فوق الأخرى فهناك القبة الكبيرة أولاً ومن ثم عليها قبة أصغر فثالثة ذات رأس دقيق وهذه القباب متجاورة لا تبعد الواحدة عن الأخرى كثيرا، ويتميز المسجد بنقوش ذات طابع هندسي خاص وبه محراب ومنبر صغير وتتوفر فيه بعض الفتحات الداخلية للتهوية والأرفف ويعتبر هذا المسجد أقدم قائم بني في دولة الإمارات .

## صيانة المسجد
قامت دائرة الآثار والتراث بالفجيرة بعمليات الترميم التي قامت بها بالتعاون مع بلدية دبي و استمرت لأكثر من سنة ، وشملت كافة أجزاء المسجد القديم و الآثار المحيطة به وأعادت هذه العملية لقرية البديّة بريقها وحمت آثارها من الاندثار، وبعد ترميم المسجد، يتهافت عليه السياح للصلاة فيه والتقاط الصور التذكارية، وهناك مكان للوضوء صُمّم ليتناسب مع المسجد بشكله المعماري المتميز.

## معرض الصور

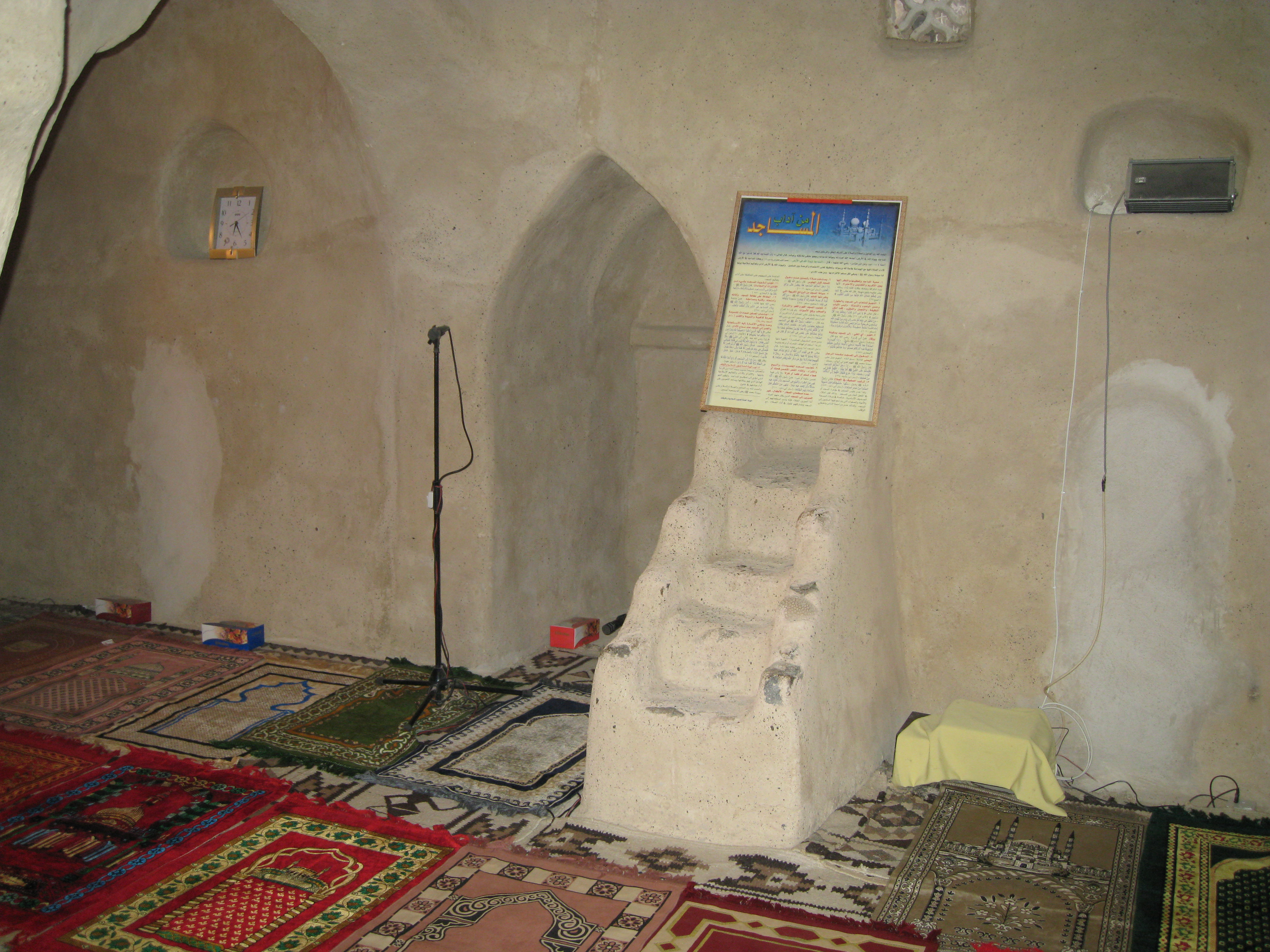
مسجد البدية
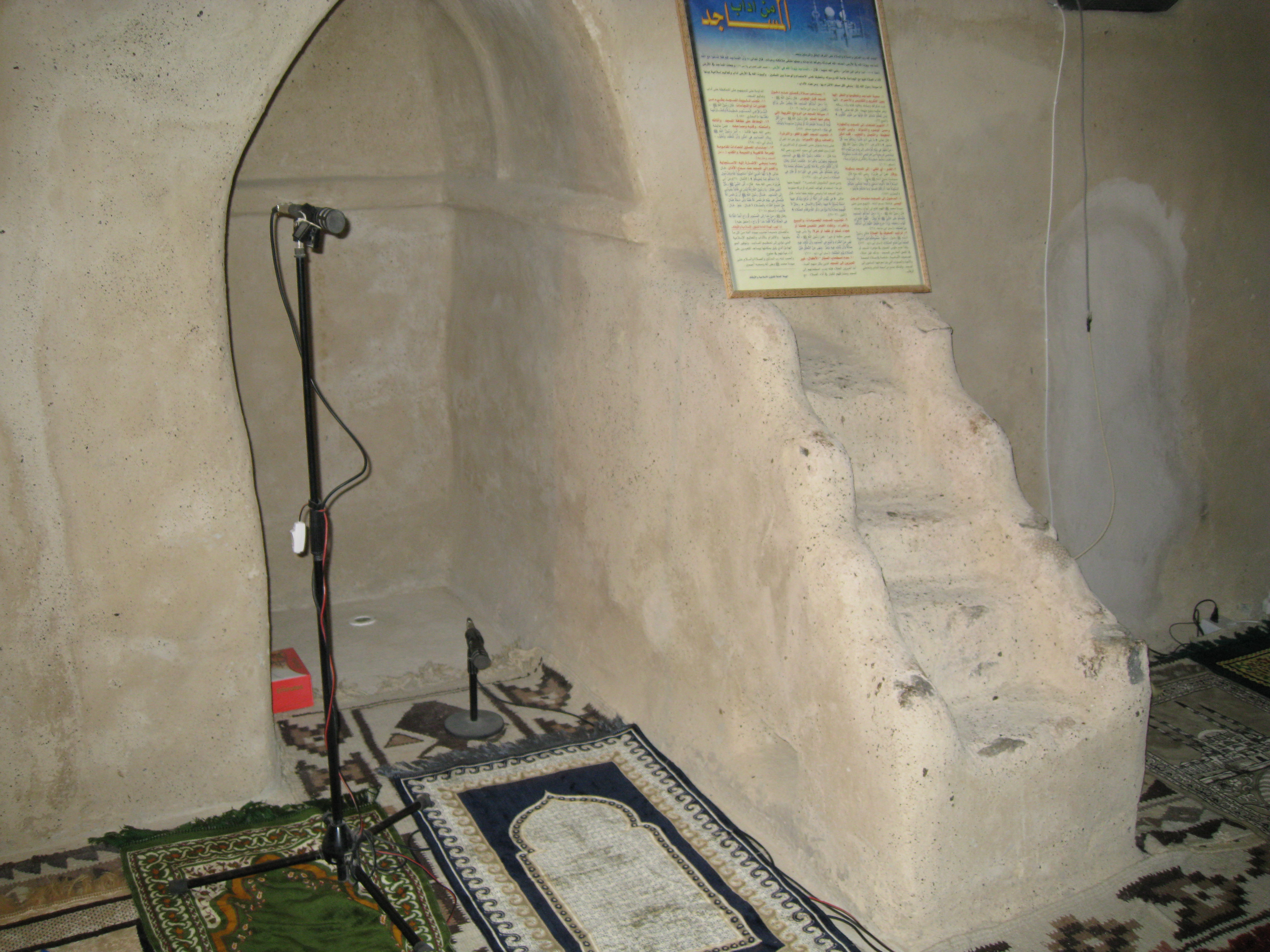
مسجد البدية
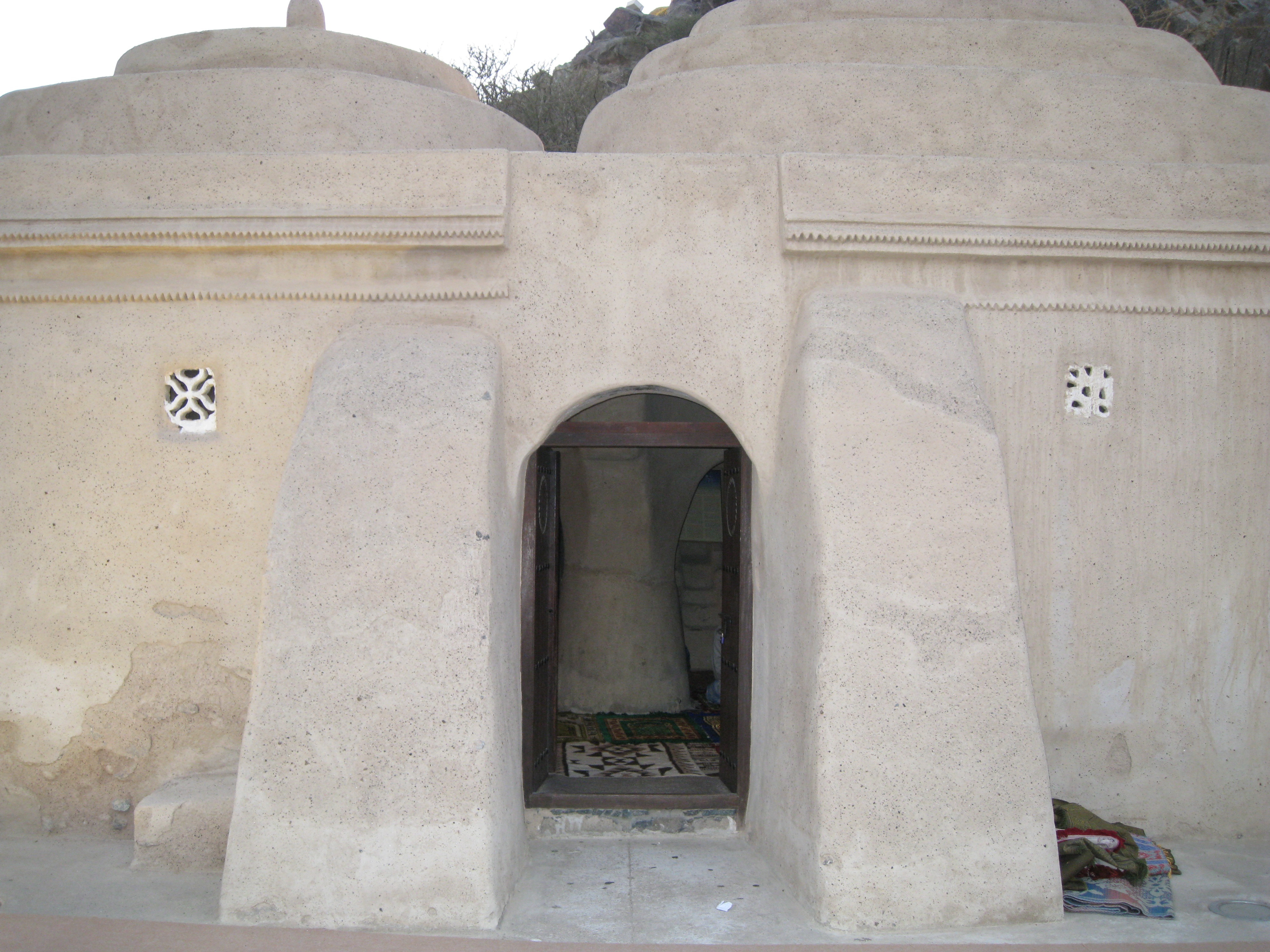
مسجد البدية